# Lecithocera masoalella
Lecithocera masoalella is een vlinder uit de familie van de Lecithoceridae. De wetenschappelijke naam van de soort is voor het eerst geldig gepubliceerd in 1955 door Viette.